# Ixora rakotonasoloi
Ixora rakotonasoloi là một loài thực vật có hoa trong họ Thiến thảo. Loài này được De Block mô tả khoa học đầu tiên năm 2009.